# Aruej
Aruej (aragonesisch: Arueix) ist ein spanischer Ort in den Pyrenäen in der Provinz Huesca der Autonomen Gemeinschaft Aragonien. Aruex gehört zur Gemeinde Villanúa, der Ort wurde 1976 aufgegeben. 

## Sehenswürdigkeiten
- Romanische Pfarrkirche San Vicente aus dem 11. Jahrhundert